# 豆腐果
豆腐果（学名：Buchanania latifolia）是漆树科山檨子属的植物。分布于越南、缅甸、印度、泰国、马来西亚、老挝以及中国大陆的云南、海南等地，生长于海拔120米至900米的地区，一般生长在沟谷疏林中，目前尚未由人工引种栽培。

## 别名
天干果（云南元江）